# Kevin Sharp
Kevin Grant Sharp (Redding, 10 de dezembro de 1970 – Fair Oaks, 19 de abril de 2014) foi um cantor de musica country, ator e palestrante motivacional. Fez sua estreia musical em 1996 com seu primeiro single e maior sucesso "Nobody Knows", no mesmo ano lançou seu primeiro álbum, Measure of a Man.
Sobreviveu na infância a um câncer ósseo raro, fazendo quando adulto um livro sobre suas experiências e superações, além de fazer palestras motivacionais nos Estados Unidos e Canadá. Após seu primeiro álbum em 1996, lançou outros dois, Love Is (1998) e Make a Wish (2005).
Faleceu em 2014, devido a complicações de uma cirurgia no estômago.